# Майерс, Элайджа
Эла́йджа Ма́йерс (англ. Elijah E. Myers; 22 декабря 1832, Филадельфия — 5 марта 1909, Детройт) — ведущий американский архитектор административных правительственных зданий второй половины XIX века. Он является единственным архитектором, который спроектировал Капитолии трёх штатов США, которые функционируют до сих пор: Капитолий штата Мичиган, Капитолий штата Техас и Капитолий штата Колорадо. Он также спроектировал здание парламента в Рио-де-Жанейро (Бразилия) и здание приюта (англ. asylum) в Мехико (Мексика). В своих проектах Майерс предпочитал неоготику и неоклассицизм, но также работал и в других стилях.

## Биография

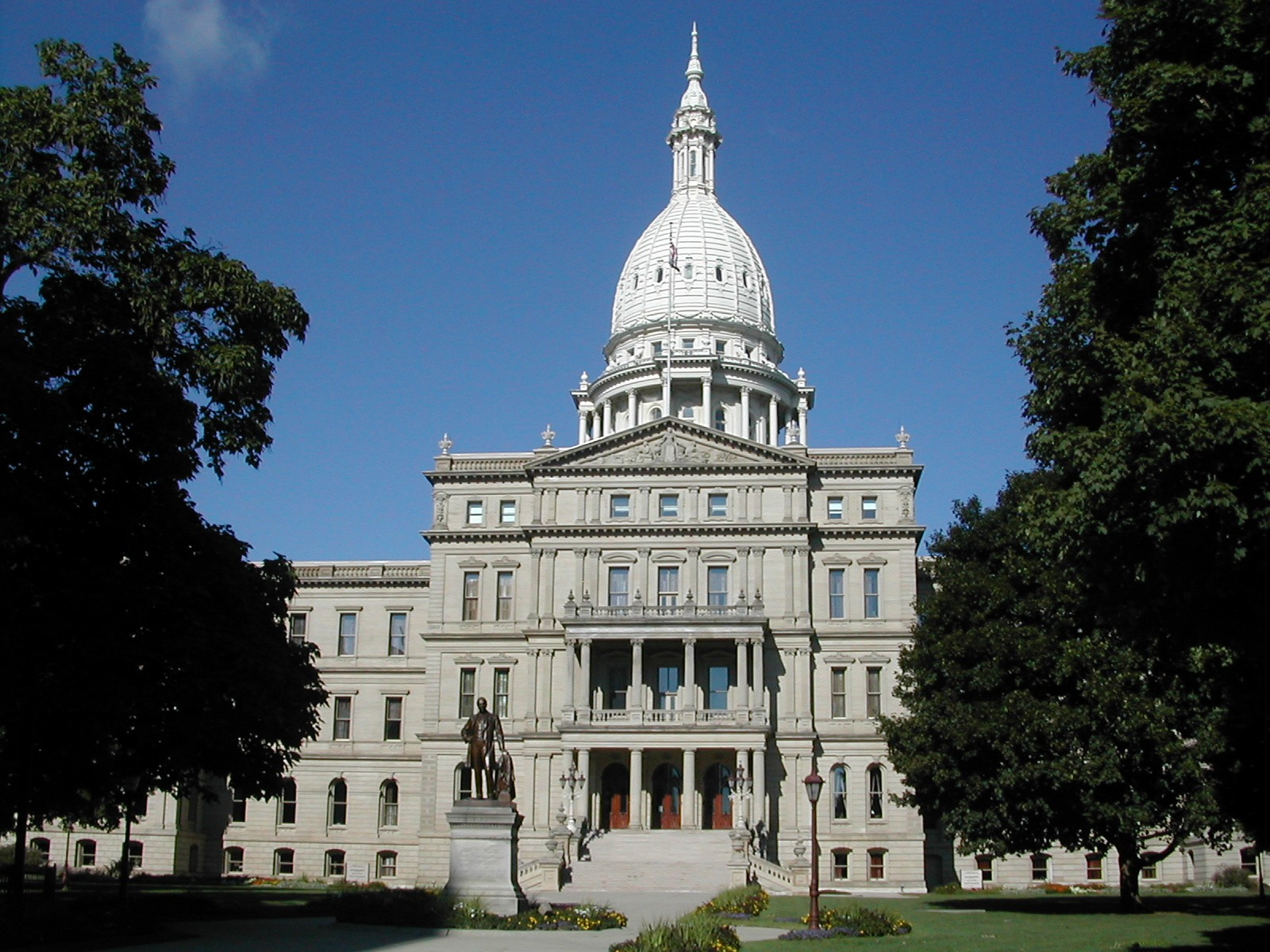
Капитолий штата Мичиган

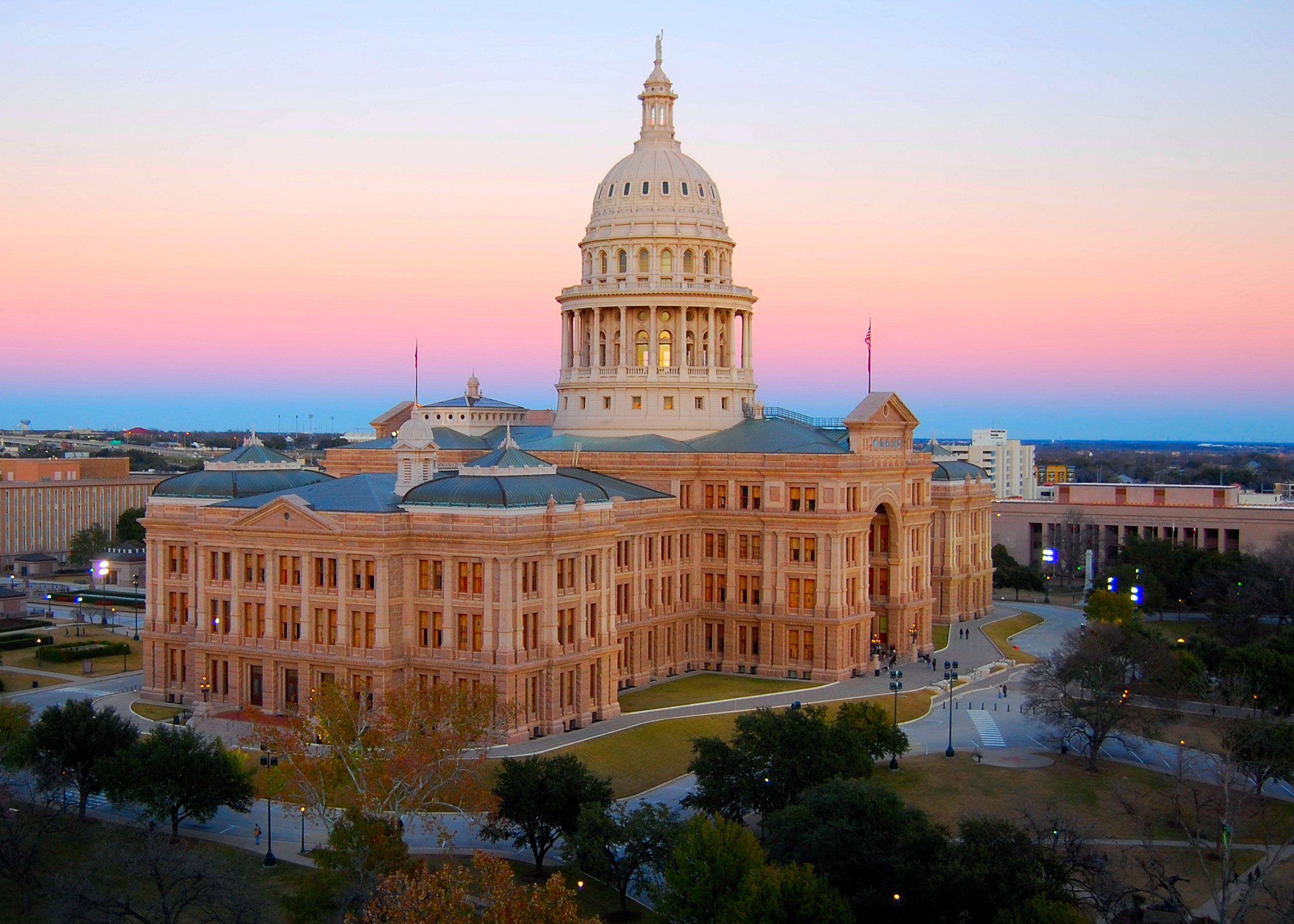
Капитолий штата Техас

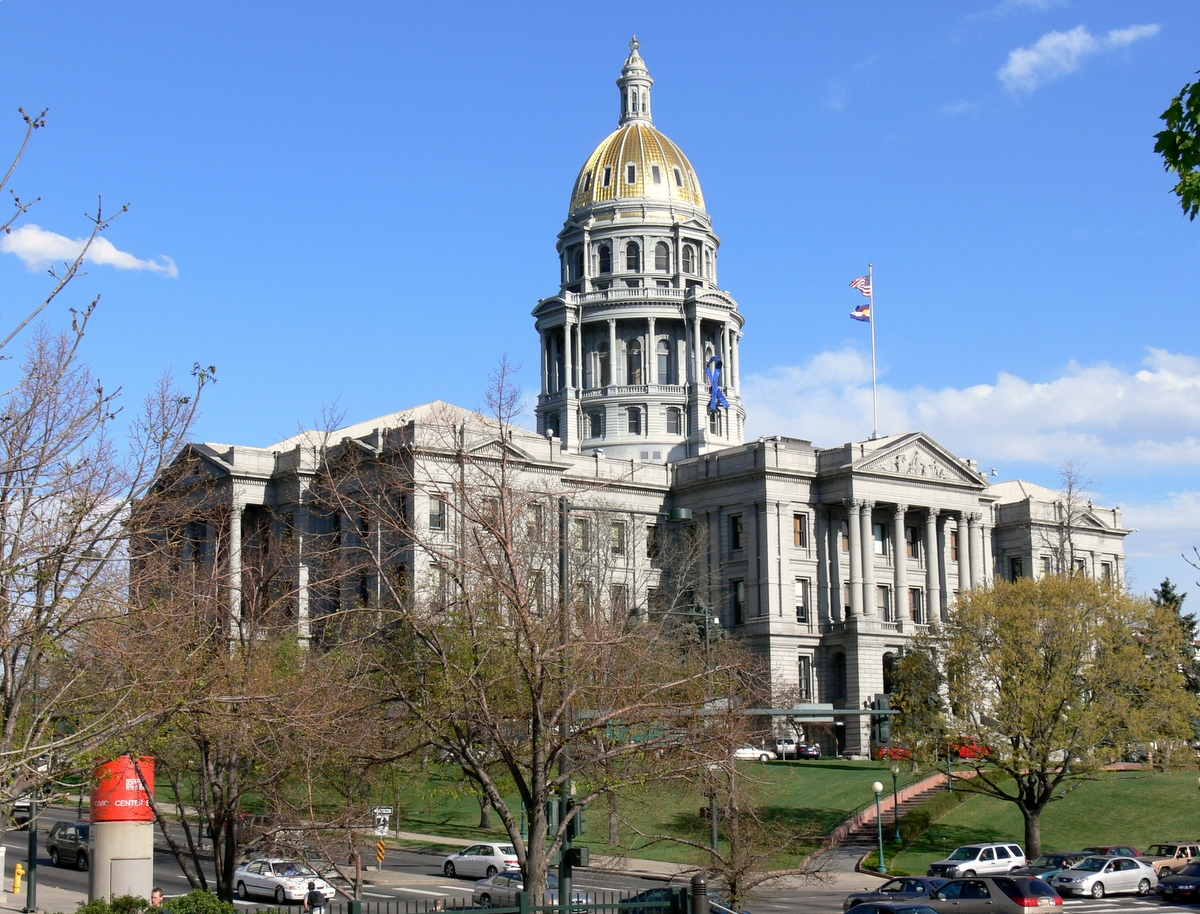
Капитолий штата Колорадо

Элайджа Майерс родился в Филадельфии 22 декабря 1832 года. Сначала он пытался стать адвокатом или плотником, а затем начал изучать архитектуру в Институте Франклина в Филадельфии
и работал подмастерьем у известного архитектора Сэмюэла Слоана (Samuel Sloan). Гражданская война заставила отложить профессиональные устремления. Во время войны Майерс служил в инженерном корпусе Союзной армии, а после войны в 1863 году поселился в Спрингфилде, штат Иллинойс, где и началась его успешная архитектурная карьера. После выполнения нескольких небольших проектов, он получил своё первое важное поручение — здание суда округа Макупин в Карлинвилле (Иллинойс).
В 1870 году штатом Мичиган был объявлен конкурс на лучший проект дизайна Капитолия штата, который включал в себя строгие условия на верхний предел стоимости здания (1 миллион 200 тысяч долларов) и отсутствие архитектурных излишеств. Проект Майерса был единодушно одобрен из-за его приемлемой цены и простоты дизайна. Капитолий штата Мичиган был открыт в 1879 году, и Майерс получил за него примерно 3% от его общей стоимости — гораздо меньше рекомендуемых в наши дни 5—10%. Чтобы работать над Капитолием Мичигана, Майерс переехал из Спрингфилда в Детройт. Он стал получать многочисленные заказы на общественные и частные здания во многих штатах США. Построенные здания различались по стилю, но все были сделаны добротно и по разумной цене.
В 1881 году дизайн Элайджи Майерса (который был представлен под псевдонимом Tuebor) выиграл конкурс на лучший проект для нового Капитолия штата Техас в Остине. Капитолий был построен в 1882—1888 гг. и в сумме обошёлся в 3.7 миллионов долларов (учитывая стоимость земель в северной части Техаса, переданных подрядчику). За два года до окончания, в 1886 году, Майерс был отстранён от строительства Капитолия штата Техас под предлогом, что он не уделял достаточно внимания проекту.
К этому времени уже стало известно, что ещё один дизайн, представленный Майерсом, победил на конкурсе проектов Капитолия штата Колорадо в Денвере, который был объявлен в 1883 году и итоги которого были подведены в августе 1885 года. 
Строительство Капитолия штата Колорадо началось в 1886 году, но затянулось до 1894 года в связи с различными проблемами. Как и в Техасе, Майерс также был уволен во время строительства в 1889 году — предположительно, из-за расхождений по денежным вопросам.
У Майерса были конфликты с другими архитекторами, которых он обвинял в краже у него различных элементов дизайна. Например, в 1879 году Майерс подал в суд на Эдвина Мэя (Edwin May), архитектора нового Капитолия штата Индиана, утверждая, что некоторые элементы дизайна были украдены у него, но Майерс проиграл это дело. Бывали у него конфликты и с другими заказчиками.
Во время Всемирной выставки 1893 года в Чикаго Майерс был членом комиссии, оценивающей здания, представленные на выставке.
Майерс скончался у себя дома в Детройте 5 марта 1909 года и был похоронен на детройтском кладбище Вудлаун (англ. Woodlawn Cemetery).

## Проекты
- Дизайн Мемориала Линкольна (Lincoln Memorial), 1868 (не построен)
- Здание суда округа Макупин (Macoupin County Courthouse), Карлинвилл, Иллинойс, 1870[6]
- Капитолий штата Мичиган, Лансинг, Мичиган, 1872[7]
- Первая пресвитерианская церковь (First Presbyterian Church), Албион (Albion), Мичиган, примерно 1873 (сгорела в 1883 г., но остов был использован при восстановлении)[8]
- Президентский дом (President's House), Университет штата Мичиган, Ист-Лансинг (East Lansing), Мичиган, 1874 (разрушен в 1940-х гг.)
- Дом Гросвенора (Grosvenor House), Джонсвилл, Мичиган, 1874[9]
- Школа Лансинга (Lansing High School),  Лансинг, Мичиган, 1875 (разрушена летом 2006 г.)
- Плимутская конгрегационалистская церковь (Plymouth Congregational Church), 1877 (сгорела в 1971 г.).)[10]
- Восточно-Мичиганский приют для умалишённых (Eastern Michigan Asylum for the Insane, Clinton Valley Center), Понтиак, Мичиган, примерно 1878 (разрушен в 2000 г.)[11]
- Здание суда округа Грант (Grant County Courthouse), Марион (Marion), Индиана, примерно 1880 (купол снесён)
- Здание суда округа Лорейн (Lorain County Courthouse), Элирия, Огайо, примерно 1881 - тот же дизайн, что и округ Грант, Индиана (купол также снесён)
- Капитолий штата Техас, Остин, Техас, 1881
- Здание суда округа Нокс (Knox County Courthouse), Гейлсберг, Иллинойс, 1885
- Капитолий территории Айдахо, примерно 1885 (разрушен в 1919—1921 годах при строительстве нового Капитолия штата Айдахо[12])
- Капитолий штата Колорадо, Денвер, Колорадо, 1885
- Здание суда округа Сенека (Seneca County Courthouse), Тиффин (Tiffin), Огайо, примерно 1886
- Старая Ратуша (Old City Hall), Ричмонд, Виргиния, примерно 1887
- Центральная объединённая методистская церковь (Central United Methodist Church), Лансинг, Мичиган, 1888[13]
- Ратуша (Grand Rapids City Hall), Гранд-Рапидс, Мичиган, 1888 (разрушена в 1960-х гг.)
- Дом выпускников (Alumni Hall), Колледж Нокса (Knox College), Гейлсберг, Иллинойс, 1890
- Здание суда округа Сан-Хоакин (San Joaquin County Courthouse), Стоктон, Калифорния, примерно 1891 (разрушен в 1961 г.)
- Ратуша (Stockbridge Town Hall), Стокбридж (Stockbridge), Мичиган, 1892[14]
- Колумбийские павильоны (Columbia Buildings), Всемирная выставка 1893 года, Чикаго, Иллинойс, примерно 1890 (разрушены)
- Приют (Аsylum), Мехико, Мексика, 1893
- Здание Бразильского Парламента, Рио-де-Жанейро, Бразилия, 1893 (разрушено)[2]
- Здание суда округа Люцерн (Luzerne County Courthouse), Уилкс-Барре, Пенсильвания, 1894 (не построено)
- Ратуша (Bay City City Hall), Бей-Сити, Мичиган, 1897
- Дом медсестёр Элен Ньюберри (Helen Newberry Nurses Home), Детройт, Мичиган, 1898
- Окружная библиотека Карнеги в Хауэлле (Howell Carnegie District Library), Хауэлл (Howell), Мичиган, 1902[5]
- Здание суда Макдоно (McDonough County Courthouse), Мэкомб (Macomb), Иллинойс
- Здание суда округа Стивенсон (Stephenson County Courthouse), Фрипорт, Иллинойс
- Госпиталь Харпера (Harper Hospital), Детройт, Мичиган (разрушен в начале 1970-х)